# Глобулярні білки

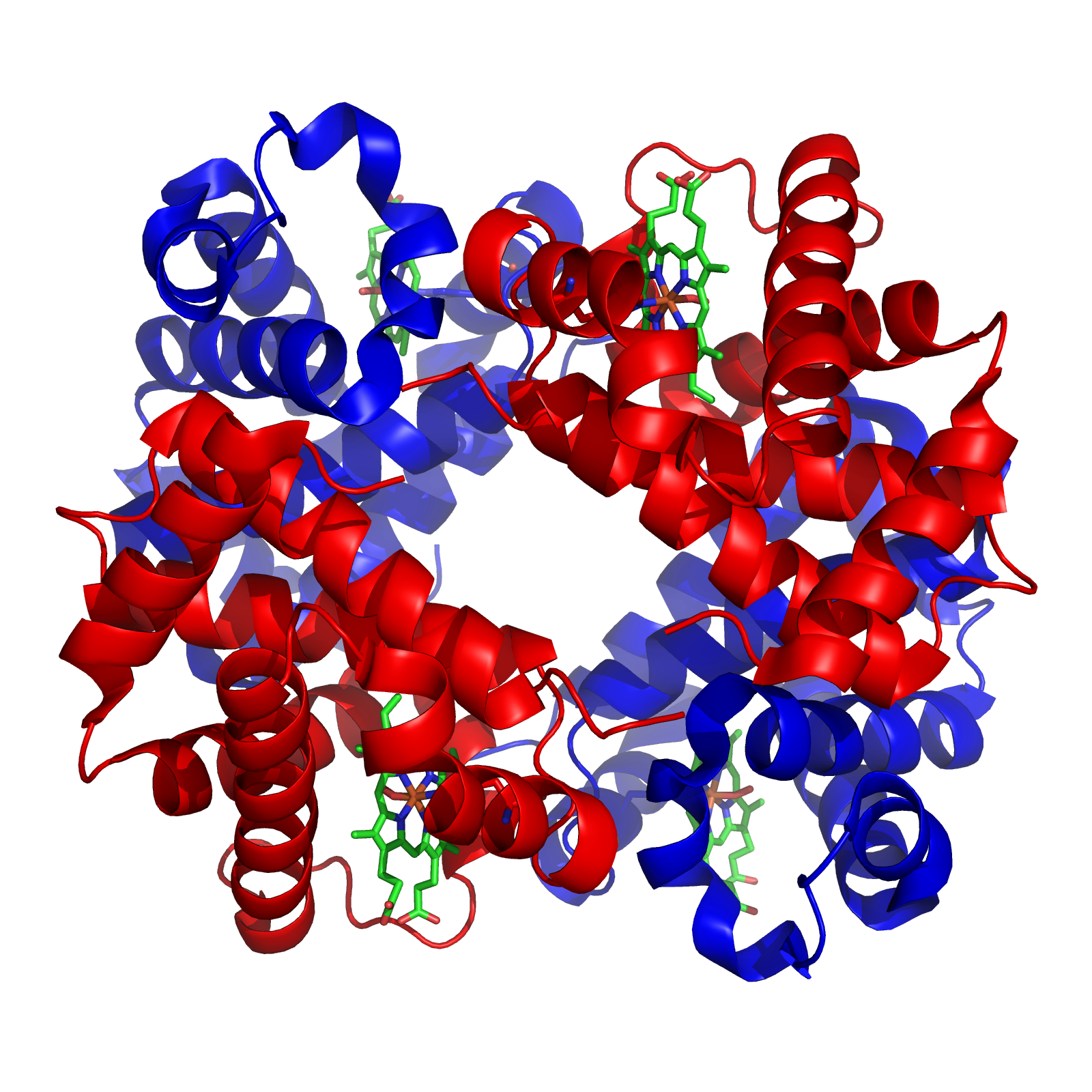
Тривимірна структура гемоглобіну, класичного глобулярного білка.

Глобулярні білки або сферопротеїни —  складні протеїни, в молекулах яких поліпептидні ланцюги щільно згорнуті в компактні кулясті структури (глобули). До глобулярних білків відносяться ферменти, антитіла, деякі гормони, гемоглобін і інші білки, що виконують в клітках динамічні функції. Це альбуміни та глобуліни сироватки крові, білки молока, яєць, які мають форму кулі. Правильної форми глобули не бувають, найчастіше вони мають еліпсоїдну або овальну форму. В багатьох випадках (окрім інтегральних мембранних білків) розчинні в водних середовищах, де вони формують колоїдні розчини. 
Механічні властивості — нездатні до стискання і розпрямлення